# Cernit

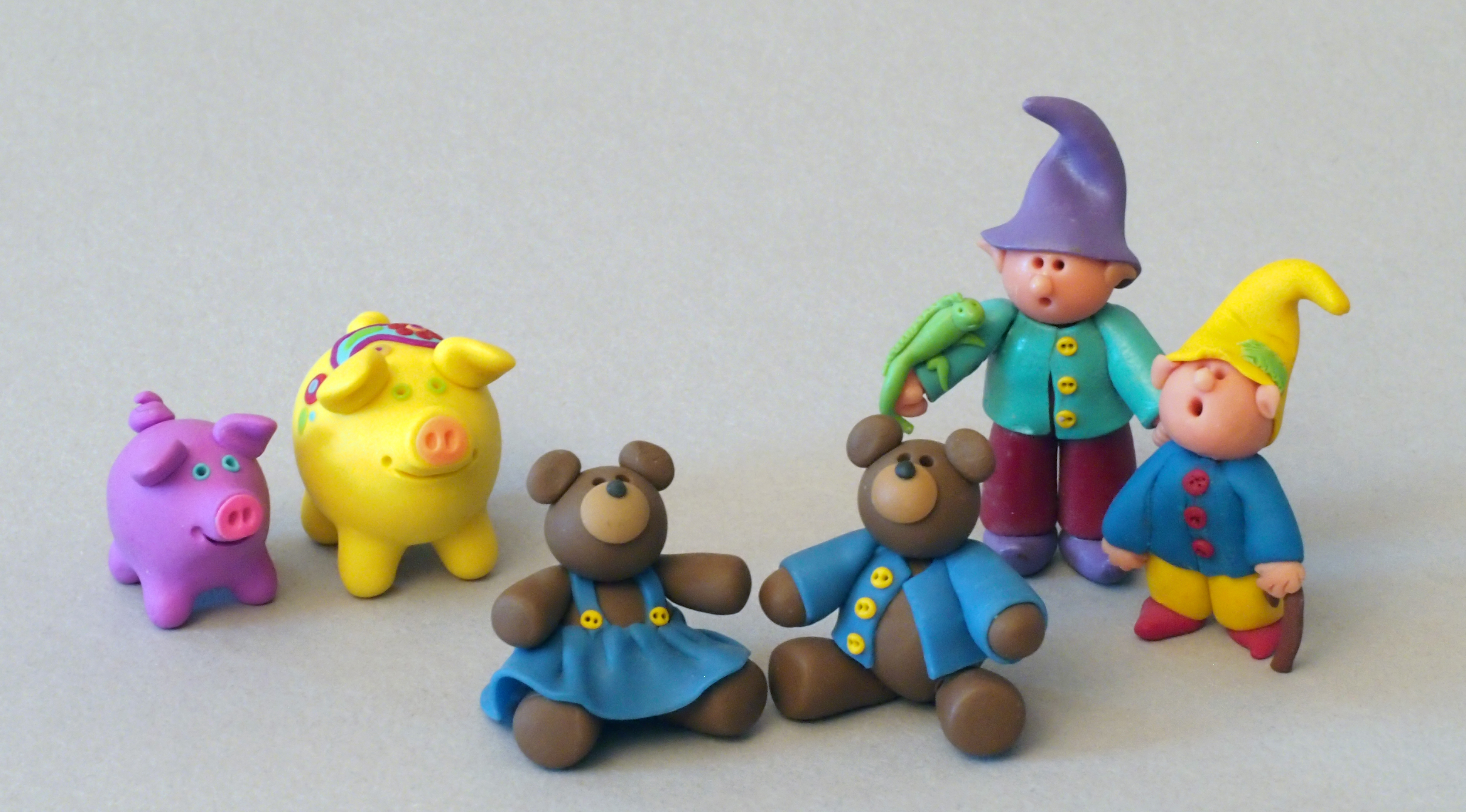
Figurine in cernit

Il Cernit è una delle marche d'argilla polimerica più conosciuta in Italia. Come il Fimo, il Cernit è una pasta derivata dal petrolio con cui modellare piccoli oggetti.
Il Cernit è commercializzato in panetti colorati e risulta piuttosto semplice da utilizzare. Ha molte proprietà, grazie alle quali le sue parti sono mescolabili tra loro per ottenere ulteriori sfumature di colore; esiste anche in paste dagli "effetti speciali" come il metallizzato, il glitterato, l'effetto-pietra, il fosforescente, ecc. A differenza delle paste per modellare che asciugano all'aria (come il DAS), il Cernit ha la pregevole caratteristica di poter essere cotto in forno a temperature relativamente non troppo alte (attorno ai 130 °C). La cottura del materiale conferisce durezza, rendendo la consistenza del prodotto finale simile a quella della creta.
Come per le altre crete polimeriche, è importante non superare temperatura e tempi indicati sulla confezione, altrimenti la pasta può bruciarsi e rilasciare fumi pericolosi; d'altronde un oggetto non cotto per un tempo sufficientemente lungo o a una temperatura troppo bassa rimarrà fragile o, al momento di un eventuale taglio (come per la tecnica millefiori), tenderà a sbriciolarsi. Per evidenti ragioni di sicurezza, è opportuno utilizzare per la cottura contenitori che non verranno più usati per il cibo; sarebbe anche meglio avere a disposizione un fornetto (dotato di termostato) da impiegare esclusivamente per la cottura di questo tipo di materiali: non dimentichiamo che, per quanto ufficialmente atossico, si tratta sempre di un derivato del petrolio. Vista l'inaffidabilità di molti forni, è vivamente consigliato un termometro (tipo da ceramica), per controllare la temperatura prima di introdurvi la pasta.
Per avere una finitura ottima, si può lucidare la pasta con una vernice apposita (non usare smalto da unghie o altre finiture a base di solvente, che reagiscono con la pasta rendendola molle e appiccicosa). Dopo la cottura, la pasta sintetica resiste ai colpi e all'acqua. Per questi motivi il cernit è adatto per realizzare piccoli oggetti come perline per bijoux, soprammobili, miniature per wargame o gingilli.